# Ilya Uzun
Ilya Semenovici Uzun (n. 16 mai 1967, Comrat, Republica Moldova) este un politician găgăuz, fost deputat în Adunarea Populară a Găgăuziei. Începând cu 28 martie 2025 exercită funcția de guvernator interimar (bașcan) al Unității Teritorial Autonome Găgăuzia, după suspendarea din funcție a Evgheniei Guțul.

## Biografie
Ilya Uzun s-a născut la 16 mai 1967 în orașul Comrat. A absolvit facultatea de medicină veterinară. Este căsătorit, are doi copii și a locuit o perioadă în satul Chioselia Rusă. Soția sa, Nadejda Uzun, este administrator al companiei SRL „Fortress”.

## Cariera politică

### Deputat în Adunarea Populară a Găgăuziei
Uzun a fost ales pentru prima dată deputat în 2012, în legislatura a V-a, pe listele Partidului Socialiștilor, dar în 2013 a aderat la fracțiunea Partidului Democrat. În februarie 2014 a fost exclus, pentru că sprijinise organizarea referendumului găgăuz din 2 februarie 2014.
În 2016 a fost reales ca independent din circumscripția satului Rusca Kiseliia. În primul mandat a condus Comisia pentru tineret, sport și turism, iar în al doilea a fost membru simplu al aceleiași comisii.

### Activitatea economică și veniturile
Între 2013 și 2014, compania SRL „Fortress”, la care Uzun era director, a încheiat trei contracte de furnizare de combustibil cu Adunarea Populară a Găgăuziei, în valoare de 293 265 lei.
În perioada 2017–2018, Uzun a primit și distribuit fonduri din bugetul de rezervă al Adunării Populare, sub formă de ajutoare materiale pentru cetățeni.

### Guvernator interimar al Găgăuziei
După suspendarea Evgheniei Guțul, la 28 martie 2025, Uzun a fost desemnat guvernator interimar al UTA Găgăuzia de către autoritățile Republicii Moldova.

## Viața personală
Ilya Uzun este căsătorit cu Nadejda Uzun și are doi copii.